# Shranjevanje energije z vztrajnikom
Shranjevanje energije z vztrajnikom (ang. Flywheel Energy Storage - FES) shranjuje energijo, tako da pospeši vztrajnik (rotor) do zelo velikih obratov. Ko vztrajniku dodajamo energijo se poveča vrtilna hitrost, ko pa je odvzemujemo se zmanjša.
Moderni FES sistemi uporabljajo vztrajnike iz zelo močnih kompozitov iz karbonskih vlaken, imajo magnetne ležaje in se vrtijo pri hitrostih 20 000 do čez 50 000 obratov na minuto. Celotna struktura je v vakuumu za zmanjšanje zračnega upora.
Taki vztrajniki dosežejo vrtilno hitrost v nekaj minutah, hitreje kot nekateri drugi sistemi shranjevanja energije. Vztrajniki so povezani z električnim motorejm/generatorjem.
Prva generacija vztrajnikov je uporabljala velik jekleni vztrajnik, ki se je vrtel na konvencionalnih (mehanskih) ležajih. Novi vztrajniki uporabljajo karbonska vlakna, ki imajo večjo natezno trdnost in so precej lažji.
FES sistemi imajo dolgo življenjsko dobo in zahtevajo malo vzdrževanja. Število ciklov je nekje 105 do. 107Energetska gostota je okrog 100–130 W·h/kg ali 360–500 kJ/kg),. Imajo tudi veliko izhodno moč. Izkoristek je lahko tudi čez 90%. Tipične kapacitete so  3-133 kWh. Pospeševanje je po navadi manj nko 15 minut. 
{\displaystyle E_{\mathrm {rotirajoca} }={\frac {1}{2}}I\omega ^{2}}
kjer je
{\displaystyle \omega \ } je kotna hitrost
{\displaystyle I\ } je vztrajnostni moment okoli rotaicjske osi
{\displaystyle E\ } je kinetična energija